# Tadeusz Nowakowski (polityk)

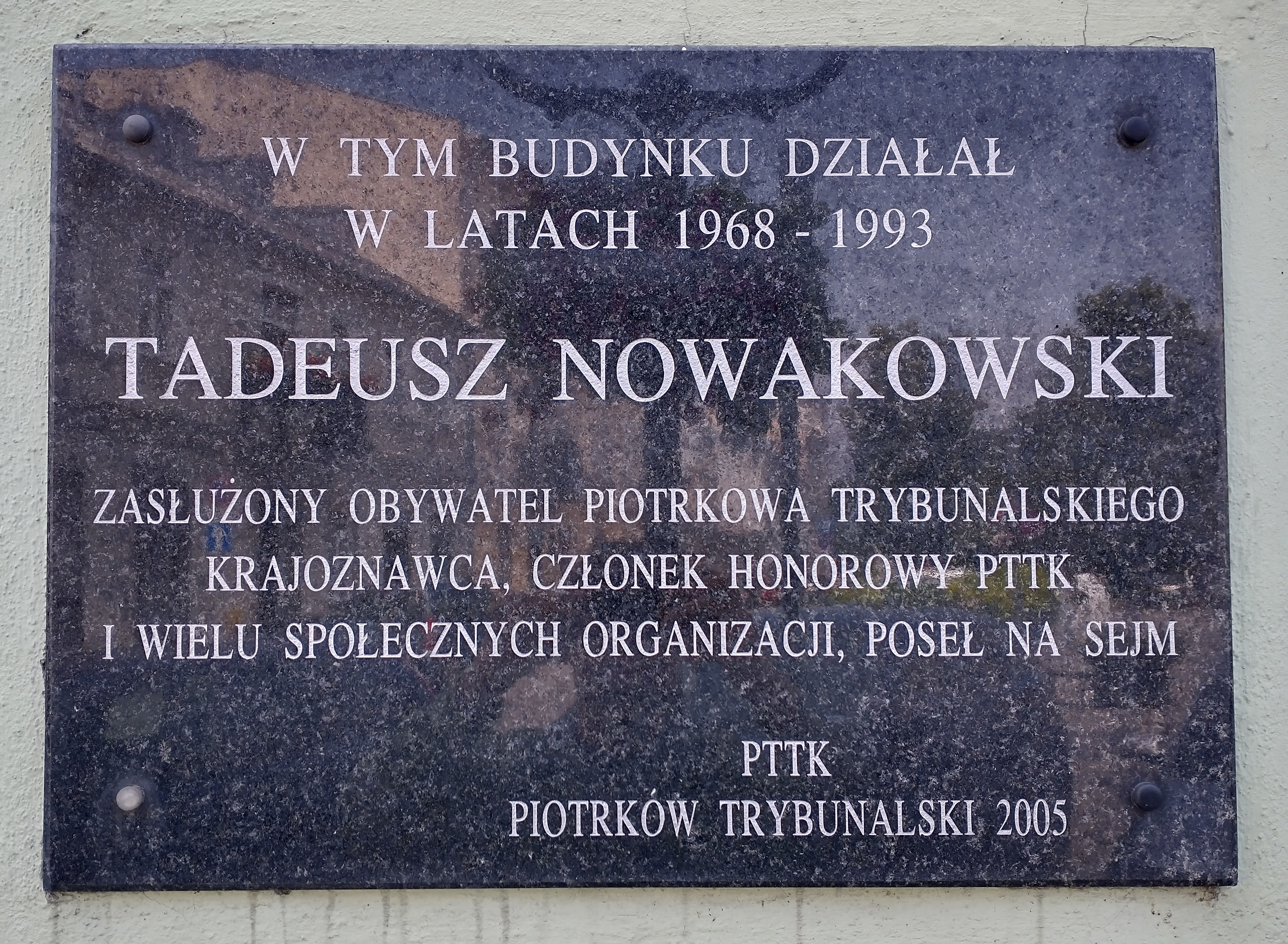
Tablica pamiątkowa w Piotrkowie Trybunalskim (oddział PTTK)

Tadeusz Zygmunt Nowakowski (ur. 16 października 1909 w Piotrkowie Trybunalskim, zm. 23 września 1993 tamże) – polski polityk, poseł na Sejm PRL II i III kadencji, przewodniczący Wojewódzkiej Rady Narodowej w Piotrkowie Trybunalskim (1980–1988).

## Życiorys
Był uczniem 7-klasowej Publicznej Szkoły Powszechnej im. Henryka Sienkiewicza w Piotrkowie Trybunalskim, a także harcerzem najpierw w 9. Drużynie Harcerskiej im. ks. Ignacego Skorupki, później po jej likwidacji w 8. Drużynie Harcerskiej im. księcia Józefa Poniatowskiego. Po ukończeniu w 1930 Gimnazjum Rządowe Męskie im. Bolesława Chrobrego w Piotrkowie Trybunalskim, do 1938 studiował na Wydziale Prawa Uniwersytetu Warszawskiego. Uzyskał wówczas również kwalifikacje nauczycielskie.
W latach 1932–1949 był referentem, później zastępcą naczelnika w urzędzie skarbowym, a następnie do 1951 zastępcą dyrektora Przedsiębiorstwa Budownictwa Przemysłowego. Przez kolejne dwa lata pełnił już samodzielną funkcję dyrektora handlowego w największym wówczas piotrkowskim zakładzie – Państwowych Zakładach Przemysłu Bawełnianego „Sigmatex”. W 1953 był również organizatorem Zjednoczenia Montażu Konstrukcji i Urządzeń Przemysłowych „Mostostal” w Piotrkowie Trybunalskim, w którym pełnił funkcję zastępcy dyrektora. Brał udział w inicjacji budowy Fabryki Maszyn Górniczych „Pioma”, otworzonej 29 grudnia 1956. Został jej dyrektorem naczelnym, funkcję pełnił do 1975.
Zajmował również promocją sportu, swoim patronatem objął m.in. Klub Sportowy Włókniarz, a następnie od 1951 przez wiele lat Górniczy Klub Sportowy „Piotrcovia”.
W czasie II wojny światowej uczestniczył w organizacjach konspiracyjnych. Był członkiem egzekutywy Polskiej Partii Socjalistycznej – Wolność, Równość, Niepodległość, następnie działał w Polskich Socjalistach. W latach powojennych, do zwołania Kongresu Zjednoczeniowego, był członkiem PPS „lubelskiego”, później Polskiej Zjednoczonej Partii Robotniczej. W latach 1946–1964 pełnił funkcję radnego Miejskiej Rady Narodowej w Piotrkowie Trybunalskim, a także przewodniczącego Komisji Rewizyjnej. Działając w MRN, pełnił funkcję przewodniczącego Komisji Finansów i Gospodarki Komunalnej, a następnie Komisji Bbudownictwa. Po odwilży październikowej w 1957 i 1961 uzyskiwał mandat posła na Sejm PRL z okręgu Piotrków Trybunalski. Przez dwie kadencje zasiadał w Komisji Mandatowo-Regulaminowej oraz w Komisji Wymiaru Sprawiedliwości, nadto w II kadencji Sejmu zasiadał w Komisji Nadzwyczajnej do opracowania projektu ustawy o Najwyższej Izbie Kontroli oraz w Komisji Nadzwyczajnej do rozpatrzenia projektu ustawy o radach narodowych.
W 1961 wszedł w skład Społecznego Komitetu Budowy Szpitala w Piotrkowie Trybunalskim. W latach 1975–1980 pełnił funkcję przewodniczącego Wojewódzkiego Komitetu Frontu Jedności Narodu. W tym samym czasie, od 1975 był również radnym Wojewódzkiej Rady Narodowej w Piotrkowie Trybunalskim, a od 1980 do 1988 przez dwie kadencje przewodniczącym WRN. W czasie pełnienia funkcji przewodniczącego WRN stworzył m.in. Wojewódzką Radę Wydawniczą, która wydawała „Studia Regionalne”.
Od 1926 był członkiem Polskiego Towarzystwa Krajoznawczego, brał udział w wielu działaniach podejmowanych przez Michała Rawitę Witanowskiego, w tym m.in. w gromadzeniu muzealiów. Podczas [[Okupacja niemiecka ziem polskich (1939–1945)}|okupacji niemieckiej]] był jednym z tych, którzy zabezpieczali przed rabunkiem i zniszczeniem zbiory muzealne zgromadzone przez PTK, a także księgozbiór biblioteki Związku Nauczycielstwa Polskiego. Po wojnie, współpracując z Antonim Badkiem i Janem Rybnerem, odtwarzał strukturę PTK. W 1949 wszedł w skład Zarządu Oddziału, a po utworzeniu Polskiego Towarzystwa Turystyczno-Krajoznawczego stał się jednym z jego najbardziej aktywnych działaczy. W październiku 1952 objął najpierw funkcję wiceprezesa, a po rezygnacji Antoniego Badka w 1961 funkcję prezesa Piotrkowskiego Oddziału, którą sprawował do 1975. W 1961 otrzymał legitymację przewodnika państwowego I klasy, a rok później został powołany przez Zarząd Okręgu na Społecznego Opiekuna nad Zabytkami Ziemi Piotrkowskiej. W 1975 tworzył i został pierwszym prezesem Zarządu Wojewódzkiego PTTK w Piotrkowie Trybunalskim. Funkcję tę sprawował do 1980. Od 1977 otrzymał tytuł honorowego członka PTTK. W 1964 był również członkiem założycielem Towarzystwa Przyjaciół Miasta Piotrkowa Trybunalskiego, pełnił funkcję wiceprezesa, członka zarządu, a od 1992 był członkiem honorowym. 
Z jego inicjatywy powstało wiele pomników i tablic pamiątkowych, w tym pomnik Mikołaja Kopernika, popiersie Tadeusza Żarskiego, a także pomniki w Milejowie, bitwy pod Borową Górą czy Obrońców Piotrkowa z 1939 na Krakowskim Przedmieściu, wykonane były w FMG „Pioma” właśnie wówczas, gdy był jej dyrektorem. Tadeusz Nowakowski był także jednym z trzech projektantów pomnika poświęconego obrońcom Borowskich Gór. W latach dziewięćdziesiątych walczył o cofnięcie decyzji w sprawie zburzenia pomnika Tadeusza Żarskiego, patrona FMG „Pioma”. W I Liceum Ogólnokształcące im. Bolesława Chrobrego w Piotrkowie Trybunalskim znajduje się szereg tablic, których inicjatorem był również Tadeusz Nowakowski, są to m.in.: tablica dla uczczenia nauczycieli i wychowanków szkoły, którzy zginęli w okresie II wojny światowej; tablica dla upamiętnienia młodzieży szkolnej – uczestników strajku szkolnego w 1905; tablica dla upamiętnienia 300-lecia szkoły piotrkowskiej oraz wiele innych w różnych miejscach w Piotrkowie i okolicy, m.in. astronoma Felicjana Kępińskiego.
W 1986 Tadeusz Nowakowski powołał do życia Społeczny Komitet Rewaloryzacji Starego Miasta w Piotrkowie Trybunalskim. Utworzył również Bibliotekę Piotrkowską, w ramach której wydał kilka opracowań. Był współzałożycielem w 1958 „Gazety Ziemi Piotrkowskiej” i przez wiele lat publikował na jej łamach teksty poświęcone historii miasta. Dbał o zabezpieczenie spuścizny swego wielkiego poprzednika M. Rawity Witanowskiego, a szczególnie zaś materiałów do monografii dziejów Piotrkowa Trybunalskiego.
Był członkiem Wojewódzkiego Obywatelskiego Komitetu Ochrony Pomników Walki i Męczeństwa, a także powołanej w grudniu 1977 grupy roboczej przy Komitecie Wojewódzkim PZPR w Piotrkowie Trybunalskim, zajmującej się utrwalaniem tradycji oraz współczesnego dorobku kulturalnego i naukowego związanego z województwem piotrkowskim.
Ponadto był również wiceprzewodniczącym Wojewódzkiego Komitetu Obchodów Międzynarodowego Roku Dziecka w województwie piotrkowskim powołanego w czerwcu 1978.
Został pochowany na Starym Cmentarzu Rzymskokatolickim w Piotrkowie Trybunalskim.

## Odznaczenia i nagrody
W czasie swego intensywnego życia otrzymał szereg wyróżnień i dyplomów, które stały się swego rodzaju potwierdzeniem zasług i świadectwem pracy dla miasta. Odznaczony został Srebrnym Krzyżem Zasługi, Krzyżem Kawalerskim i Oficerskim Orderu Odrodzenia Polski i Orderem Sztandaru Pracy II klasy, a także Złotą Odznaką Honorową miasta Piotrkowa Trybunalskiego.
W lipcu 1959 Tadeusz Nowakowski, jako jedyny działacz społeczny z województwa łódzkiego, został odznaczony przez Główny Komitet Kultury Fizycznej i Turystyki Odznaką „Zasłużony Działacz Turystyki”, a także Złotą Odznaką PTTK (1958), Złotą Honorową Odznaką PTTK i Odznaką „25 lat PTTK” (1975). W 1973 natomiast został uhonorowany przez Ministra Kultury i Sztuki Odznaką „Zasłużony Działacz Kultury”. Za rok 1972 przyznano mu zaś „Złotą Wieżę Trybunalską”. Pośmiertnie wojewoda piotrkowski Stanisław Witaszczyk w dniu 11 listopada 1995, w dowód uznania za szczególne osiągnięcia w działalności na rzecz rozwoju województwa piotrkowskiego, przyznał Tadeuszowi Nowakowskiemu medal „20 lat Województwa Piotrkowskiego 1975–1995”.

## Twórczość
Tadeusz Nowakowski pozostawił po sobie bogatą spuściznę pisarską. W kręgu jego zainteresowań znajdował się głównie Piotrków i jego historia, był bowiem jednym z wybitniejszych piotrkowskich regionalistów, uczniem Michała Rawity-Witanowskiego, z którego dorobku czerpał i na którym się wzorował.
Ważniejsze pozycje Tadeusza Nowakowskiego:
- 15-lecie Fabryki Maszyn Górniczych „PIOMA” im. Tadeusza Żarskiego w Piotrkowie Tryb., (współautor: S. Hoffer, R. Skórzewski), Piotrków Trybunalski 1971.
- 400-lecie Trybunału Koronnego. Piotrków Trybunalski 1578–1978, (współautor: T. Fijałkowski), Łódź 1978.
- Dzieje skautingu i harcerstwa w Piotrkowie Trybunalskim w latach 1911–1939, Piotrków Trybunalski 2001.
- Materiały do bibliografii dziejów regionu piotrkowskiego (współautor: S. Fijałkowski), Piotrków Trybunalski 1986.
- Miejsca pamięci narodowej w województwie piotrkowskim, Przewodnik, Łódź 1988.
- Okolice Sulejowa i Spały. Mapa turystyczna (opracowanie części informacyjnej) oprac. J. Wasilewska, Warszawa 1981/82.
- Piotrków Trybunalski i okolice, Folder, Łódź 1972 i 1978.
- Piotrków Trybunalski i okolice, Przewodnik, Warszawa 1972.
- Przedbórz i okolice. Przewodnik, Piotrków Trybunalski 1991.
- Stary cmentarz rzymskokatolicki w Piotrkowie (współautor: A. Świtalski), Piotrków Trybunalski 1993.
- Towarzystwo Przyjaciół Miasta Piotrkowa Trybunalskiego w 15-lecie działalności, Piotrków Trybunalski 1983.
- Województwo piotrkowskie (współautorzy: W. Musiał, S. Pleśnarowicz), Szczecin 1989.
- Województwo piotrkowskie. Przewodnik turystyczny (współautorzy: T. Krzemiński, R. Kotewicz, J. Góral, W. Musiał, H. Retkiewicz), Łódź 1979.